# Яблоново-Адами
Яблоново-Адами (пол. Jabłonowo-Adamy) — село в Польщі, у гміні Яновець-Косьцельний Нідзицького повіту Вармінсько-Мазурського воєводства.
Населення — 169 осіб (2011).
У 1975-1998 роках село належало до Ольштинського воєводства.

## Демографія
Демографічна структура станом на 31 березня 2011 року:
|          | Загалом | Допрацездатний вік | Працездатний вік | Постпрацездатний вік |
| -------- | ------- | ------------------ | ---------------- | -------------------- |
| Чоловіки | 86      | 16                 | 62               | 8                    |
| Жінки    | 83      | 23                 | 41               | 19                   |
| Разом    | 169     | 39                 | 103              | 27                   |